# Spyridon Xyndas
Spyridon Xyndas (Corfú, 8 de junio de 1812 - Atenas, 25 de noviembre de 1896) fue un guitarrista y compositor griego. 

## Biografía
Nació en Corfú en 1812. En 1823 comenzó a estudiar teoría musical con Nikolaos Mantzaros. Terminados sus estudios en Corfú, continúo con ellos en Nápoles y Milán. En 1840, él y Antonios Liveralis (otro alumno de Mantzaros) fueron los únicos músicos profesionales que participaron en la fundación de la Sociedad Filarmónica de Corfú, en la que fue profesor varios años. 
En 1840 comenzó a componer arias de salón y canciones en Griego demótico, que terminarán en la creación de una ópera titulada O ypopsifios vouleftis (El candidato parlamentario)en 1867. Esta fue la primera ópera basada en un libreto en griego, y la única de Xyndas que se conserva hasta hoy. El libreto estaba escrito por Ioannis Rinopulos (con colaboraciones de Nikolaos Makris y del propio Xyndas) y se estrenó en el Noble Teatro de San Giacomo de Corfú. Su argumento, aparentemente cómico, es una crítica de las condiciones sociales de la población rural de las Islas Jónicas y contra la moralidad de los gobernantes indígenas, tanto durante el periodo de ocupación británica (1814-1864) como posteriormente. 
Compuso también otras óperas, de entre las que destaca Anna Winter, basada en Los tres mosqueteros de Dumas, siendo la primera vez que una obra de Dumas se emplea en el teatro griego moderno. 
El éxito de su ópera "El candidato" en 1888 hizo que la familia de Xyndas se trasladara a Atenas, donde en 1896. Se cree que la mayor parte de su obra se perdió durante el bombardeo de la Luftwaffe al Teatro Municipal de Corfú en 1943. 
Xyndas fue un destacado miembro de la Escuela de música Jonia. 

## Óperas
- Anna Winters (1855)
- Il Conte Giuliano (1857)
- O ypopfisios vouleftis (1867)
- O neogambros (1877)
- I due pretendenti (1878)
- Galatea (1895, inacabada)

- Datos: Q363063
- Multimedia: Spyridon Xyndas / Q363063